# 에밀 자크-달크로즈

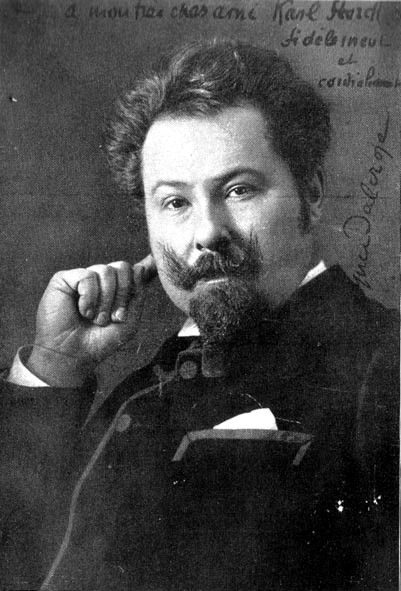
Émile Jaques-Dalcroze

에밀 자크-달크로즈(독일어: Émile Jaques-Dalcroze, 1865년 7월 6일 ~ 1950년 7월 1일)는 스위스의 음악가이자 음악 교육자이다.
몸의 움직임을 통하여 음악을 경험하고 학습하는 방식(method)인 유리드믹스(Eurhythmics)를 창안하였다. 이는 음악 자체의 흐름과 신체에서 나오는 흐름과의 연관성에서 출발한 음악교육 방법이다. 이것은 음악 교육에도 쓰이며 근대 체조를 만든 계기가 되었다. 1892년 제네바 음악원 교수가 되고, 1911년 드레스덴에서는 리듬·음악·체육 학교를 창립하여 근대 무용 및 음악 교육에 새로운 장을 열었다.

## 생애

### 음악교육의 배경과 연구의 시작
달크로즈는 오스트리아의 빈 태생이다. 그의 어머니 쥴리(Julie)는 달크로즈의 첫 음악교사였으며 그녀는 페스탈로치(1746-1827)의 제자로서 페스탈로치의 사상과 교육 테크닉으로 달크로즈를 섬세하게 성장시켰다.
1875년에 그의 가족이 제네바로 이사했으며, 그곳에서 음악을 공부하여 온 그가 점차 성장하여 1884년에는 파리에서 가브리엘 포레에 대해 연구 발표를 하였고, 파리의 “리듬과 음악적 표현”이라는 책의 저자이자 이론가인 마티스 루시(Mathis Lussy)와 함께 리듬의 의미와 움직임에 대하여 연구하였다. 또한 파리의 라코메디-프란시스(La Comédie-Française)에서 동작과 음악연극에 대해 연구에 심취하기도 했다.
1886년, 알제리의 수도, 알제(Algiers)에서 음악 감독으로 일하기도 하였는데 이때 그는 아랍의 민속 음악과 그 음악들에서 사용되는 불규칙하고 원시적인 리듬에 매료되었고 이러한 리듬 기법들은 훗날 그의 유리드믹스 수업에 많은 영향을 미치게 된다.
1887년부터는 비엔나 콘서바토리의 학생이 되어 브루크너(Bruckner)와 작곡 공부를 한 그는 졸업 후 제네바로 돌아가 배우, 가수, 지휘자, 시인, 작곡가, 피아니스트, 민속음악학자 등으로 활동하였다.
이렇게 다양한 배경을 가지고 달크로즈는 28세(1892년)에 스위스의 제네바 콘서바토리(Geneva Conservatory)의 교수로 임용되었고 그곳에서 화성학과 솔페즈를 가르치게 되고, 이것은 그의 인생의 전환점을 마련해 주는 계기가 된다. 그는 학생들을 가르치면서 다음의 4가지 문제점을 발견하게 되는데 그 내용은 다음과 같다.
1. 테크닉적으로 훌륭하게 연주를 하면서 자신의 감정을 악기를 통해 전달하는 음악적 표현에는 미숙한 것
2. 학생들이 화성학 시간에 화성을 수학 공식 다루듯이 외우고 그 소리는 듣지 못하는 것
3. 음악을 전공하는 학생임에도 불구하고 간단한 멜로디조차 만들지 못하는 것
4. 리듬감이 제대로 발달되지 않아 연주 시 리듬 표현이 서투른 것

### 달크로즈 교수법의 발표
1900년, 청음을 돕는 교수법과 리듬 훈련 교수법의 체계를 잡아가기 시작해야겠다는 생각을 하여 본격적인 연구에 몰입하여, 달크로즈는 이러한 문제점들을 해결 하기 위해 유리드믹스, 솔페즈, 즉흥 연주 이렇게 세가지 분야를 연계 시켜 학생들을 가르치는 그의 독특한 교수법을 창안 해냈고 1905년 Solothurn Music Festival에서의 강연을 통해 처음으로 그의 교수법의 가치가 대외적으로 알려졌다.
그 후 그는 그의 교수법을 널리 알리기 위해 유럽 전역을 다니며 강연회를 가졌고 1911년에는 독일의 드레스덴(Dresden)근교, 헬레라우(Hellerau)에 학교를 세워 세계 각지로부터 그의 교수법을 배우러 온 사람들을 교육 하였다. 헬레라우에서 그에게 수업을 받은 학생은 당대의 유명한 예술가들, 에르네스트 블로흐(Ernest Bloch), 폴 클로델(Paul Claudel), 세르게이 디아길레프(Serge Diaghilev), 그랜빌 바커(Granville Barker), 바슬라프 니진스키(Vaslav Nijinsky), 마리 램버트(Marie Rambert), 조지 버나드 쇼(George Bernard Shaw) 등과 같은 다양한 전공의 예술가들이 포함된다.

### 달크로즈 교육원 오픈과 교육법의 전파
1913년 달크로즈가 감독하고 유리드믹스로 훈련된 음악가와 무용가들이 헬레라우에서 공연한 글루크(Gluck)의 오페라 “오르페오(Orpheus)”는 달크로즈 교수법을 다시 한번 전 세계적으로 알리는 계기가 된다.
그러나 1914년 일어난 제1차 세계대전으로 헬레라우를 중심으로 전성기를 맞이하며 활동 하던 달크로즈는 제네바로 돌아 갔고 1915년 달크로즈 인스티튜트(The Institut Jaques-Dalcroze)를 설립 한다.
1919년 파리와 모스코바에 달크로즈 스쿨을 오픈하여 많은 댄서들과 작곡가인 스트라빈스키(Stanislavski)와 현대 무용가인 이사도라 덩컨(Isadora Duncan)을 포함한 많은 공연 예술가들에게 지대한 영향을 주었다. 달크로즈의 영향을 받은 무용가 마더 그레이엄(Martha Graham), 도리스 험프리(Doris Humphrey)를 포함하여, 그의 영향을 받아 음악을 시각화하는 방법을 많은 댄서들에게 영향을 주었고, 한야 홈(Hanya Holm), 폴 테일러(Paul Taylor)까지 이어졌다. 또한 그의 가르침에 이어받은 유명한 음악가들은 세르게이 라흐마니노프(Sergei Rachmaninoff), 레너드 번스타인(Leonard Bernstein)등이 있다.
양 대전을 거치면서 두 번이나 스위스가 고립되어 대외적으로 달크로즈 교수법을 알릴 수 없는 열악한 환경을 거쳤음에도 불구하고 달크로즈와 그의 교수법을 지지하는 많은 사람들의 노력에 의해 달크로즈 교수법은 전 세계로 퍼져 나갔고 그의 70세 생일에는 46개 국적으로 포함된 10500명의 그의 전수자들의 사인이 수록된 책을 선물 받기도 했다. 그의 교수법은 음악, 무용, 연극 등 다양한 장르의 교육에 쓰이고 또한 신체 장애자, 혹은 정서적으로 불안정한 어린이나 성인의 정신 치료에도 효과적으로 사용된다.
또한 그의 교수법은 20세기 음악 교육의 새 지평을 열어 주는 아주 혁신적인 교육법으로 인식되었고 코다이, 오르프 등의 음악 교육가들에게도 지대한 영향을 미쳤다. 세상을 떠나기 직전까지 왕성한 연구 활동을 벌이던 그는 1950년 85세를 일기로 생을 마감했다. 1958년 제네바 도시에 에밀 자크 달크로즈 거리 이름을 명명하였다.
그 의 대표적인 책으로는 Le Rhythme, la musique et l’education(1920): 1898년부터 1919년까지 쓰여진 기사를 중심으로 엮은 책, Eurhythmics, Art and Education(1930): 1920년부터 1929년까지 쓰여진 기사를 중심으로 엮은 책이 있고 유리드믹스 클래스와 솔페즈 학습을 위해 1000곡 이상의 노래를 만들었다.

## 달크로즈 교수법(Dalcroze Method)

### 유리드믹스
유리드믹스(Eurhythmics)의 유(Eu)는 좋다(Good)라는 의미로 좋은 리듬을 말한다. 우리가 백화점에 옷을 사러 가면 옷의 스타일도 중요하지만 옷의 질을 살펴 보고 그 옷감이 주는 느낌을 선택하게 된다. 음악도 옷감처럼 여러가지의 질(Quality) 이 있다. 음악의 질은 리듬에서 온다고 한다. 같은 리듬일지라도 국악에서의 맛과 서양에서의 연주 맛이 다르듯이 음악의 맛을 이해하려면 리듬의 흐름을 이해하여야 한다는 것이다. 달크로즈는 음악의 가장 근본적인 요소인 리듬을 가장 먼저 개발하여 음악을 이해하고 표현할 수 있는 능력을 길러야 한다고 하였다.
이런 흐름결(음악교육에서 단순한 리듬을 떠나 비트와 빠르기, 셈여림 박자, 패턴 등 다양한 개념을 포괄적으로 말한다.)이 음악의 기초라 보고 흐름결을 포함한 선율, 화음 형식 등의 요소를 신체적인 움직임을 통해 경험하도록 이끈다. 이렇게 음악적 현상을 지각하면서 신체적으로 반응하는 것이 음악적 아이디어를 이해하는데 필수적이라고 생각한 것이다. 그리고 자크-달크로즈의 음악교육법은 유리드믹스, 솔페지(Solfege, 계이름부르기)와 즉흥(Improvisation) 세가지 주된 틀을 가지고 있다.

### 솔페지
그는 리듬의 감득(感得)과 리듬적 감각의 세련은 무엇보다도 기초적인 조건이므로 단순히 귀에 호소하는 것만이 아니라 육체 전체에 리드미컬한 운동을 하게 함으로써 올바른 리듬감각을 지닐 수 있도록 한 것이다.

### 즉흥
독보력을 길러 초견을 잘 할 수 있도록 하기 위해서는 집중력과 음악적 두뇌가 필요하다. 이동도법과 고정도법을 지도하는 방법, 절대음감 기르는 게임등으로 음악에서 수직적으로 나타나는 요소들의 움직임의 연결을 경험하고 표현한다.

## 같이 보기
- 현대 무용